# Lynn Johnson (Maskenbildnerin)
Lynn Johnson (auch: Lynn Johnston) ist eine Maskenbildnerin, die seit Beginn ihrer Karriere Anfang der 1990er Jahre an rund 25 Film- und Fernsehproduktionen beteiligt war. Bei der Oscarverleihung 2012 wurde sie für ihre Arbeit bei Albert Nobbs zusammen mit Martial Corneville und Matthew W. Mungle für den Oscar in der Kategorie Bestes Make-up und beste Frisuren nominiert.

## Filmografie
- 1993: Horse (Kurzfilm)
- 1994: Ein Mann ohne Bedeutung (A Man of No Importance)
- 1994: The Stranger Within Me (Kurzfilm)
- 1995: Grenzenloser Haß (Nothing Personal)
- 1998: The American (Fernsehfilm)
- 1998: Der General (The General)
- 1998: Der amerikanische Neffe (The Nephew)
- 2000: Mit oder ohne – Was Männer haben sollten
- 2000: Allein gegen das Verbrechen (When the Sky Falls)
- 2001: A Piece of Monologue (Fernseh-Kurzfilm)
- 2001: Der Schneider von Panama (The Tailor of Panama)
- 2002: Evelyn
- 2002: Die Herrschaft des Feuers (Reign of Fire)
- 2003: Intermission
- 2004: King Arthur
- 2005: Breakfast on Pluto
- 2006: Apocalypto
- 2006: The Wind That Shakes the Barley
- 2007: P.S. Ich Liebe Dich (P.S. I Love You)
- 2010: The Silence (Fernseh-Mehrteiler)
- 2011: Albert Nobbs
- 2012: Byzantium
- 2012: Shadow Dancer
- 2014: Jimmy’s Hall
- 2014: Frank